# Drangarnir
Drangarnir è il nome collettivo di due faraglioni, che si chiamano rispettivamente Stóri Drangur (grande faraglione) e Lítli Drangur (piccolo faraglione), e si trovano una accanto all'altra tra l'isola di Vágar e Tindhólmur, nell'arcipelago delle Fær Øer.

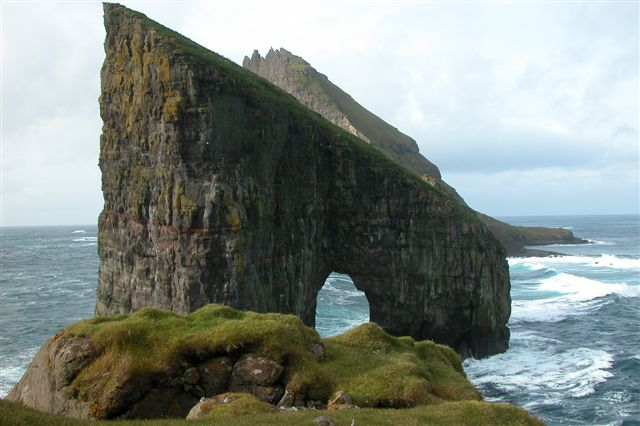
La Stóri Drangur in primo piano davanti a Tindhólmur